# The Unheavenly Creatures
Albums de Coheed and Cambria
The Color Before the Sun
(2015)
Singles
1. The Dark Sentencer
Sortie : 31 mai 2018
2. Unheavenly Creatures
Sortie : 28 juin 2018
3. The Gutter
Sortie : 16 août 2018
4. Old Flames
Sortie : 27 septembre 2018

The Unheavenly Creatures est le neuvième album studio du groupe new-yorkais de rock progressif Coheed and Cambria sorti le 5 octobre 2018 sur le label Roadrunner Records.

## Liste des chansons
| No  | Titre                          | Durée |
| --- | ------------------------------ | ----- |
| 1.  | Prologue                       | 2:07  |
| 2.  | The Dark Sentencer             | 7:44  |
| 3.  | Unheavenly Creatures           | 4:14  |
| 4.  | Toys                           | 6:27  |
| 5.  | Black Sunday                   | 4:46  |
| 6.  | Queen of the Dark              | 5:51  |
| 7.  | True Ugly                      | 5:25  |
| 8.  | Love Protocol                  | 4:29  |
| 9.  | The Pavilion (A Long Way Back) | 5:11  |
| 10. | Night-Time Walkers             | 5:09  |
| 11. | The Gutter                     | 5:49  |
| 12. | All on Fire                    | 5:40  |
| 13. | It Walks Among Us              | 5:29  |
| 14. | Old Flames                     | 5:50  |
| 15. | Lucky Stars                    | 5:08  |

## Composition du groupe
- Claudio Sanchez : voix, guitare
- Travis Stever : guitare, chœurs
- Josh Eppard : batterie, percussion, chœurs, claviers
- Zach Cooper : basse, chœurs